# Sieweczka skąpopłetwa
Sieweczka skąpopłetwa (Charadrius semipalmatus) – gatunek małego ptaka wędrownego z rodziny sieweczkowatych (Charadriidae), występujący w Ameryce. Monotypowy. Nie jest zagrożony.
RozmiaryDługość ciała 17–19 cm, rozpiętość skrzydeł 47–50 cm, masa ciała 45,6–49,5 g.
WyglądPojedyncza czarna przepaska na piersi, pomarańczowo-czarny dziób. Białe gardło i pasek na czarnym czole, wierzch głowy, plecy oraz skrzydła brązowe. Na szyi widoczna czarna obroża, spód ciała biały. Nogi pomarańczowe, w locie widać na skrzydłach białe paski. Upierzenie zimowe – brązowa przepaska na piersi i czoło, dziób oraz nogi ciemne. Obie płci podobne.
Zasięg, środowiskoTundra w Ameryce Północnej. Występuje na Alasce i w północnej Kanadzie na południe po środkową Kolumbię Brytyjską i południową Nową Szkocję. Zimuje na wybrzeżach Ameryki Północnej i Południowej – od Kalifornii po Chile i od Karoliny Południowej po Patagonię; również na Bermudach, w Indiach Zachodnich i na Galapagos.
StatusMiędzynarodowa Unia Ochrony Przyrody (IUCN) uznaje sieweczkę skąpopłetwą za gatunek najmniejszej troski (LC – Least Concern). W 2024 roku szacowano liczebność światowej populacji na 500 000 – 1 000 000 osobników, a jej trend oceniano jako spadkowy.